# گندراسوی لکه‌دار شرقی
گندراسوی لکه‌دار شرقی (نام علمی: Spilogale putorius) نام یک گونه از سرده گندراسوی لکه‌دار است.